# Jean Boivin
Pour les articles homonymes, voir Boivin.
Jean Boivin, dit parfois Jean Boivin le cadet ou encore Jean Boivin de Villeneuve, né le 1er septembre 1663 à Montreuil-l'Argillé et mort à Paris le 24 octobre 1726, est un homme de lettres, érudit et traducteur français.

## Biographie
Il est le frère cadet de Louis Boivin qui, après la mort de leur père en 1672, « le fit venir à Paris l'année suivante, et ne voulut partager avec personne le soin de l’élever et de l’instruire. Sa méthode d’enseignement fut bizarre, mais féconde. Il enfermait son disciple dans un galetas, avec un Homère, un dictionnaire et une grammaire, et ne l'en retirait que lorsque l’enfant se trouvait en état d’expliquer en français et en latin un nombre de vers convenu. »
En 1692, Jean Boivin devient garde de la bibliothèque du roi, où il fait cette année-là une découverte importante, celle d'un ancien texte biblique du IVe ou Ve siècle, en lettres onciales, que recouvre un manuscrit des Homélies d'Éphrem le Syrien. Il s'acquiert une réputation d'érudit en publiant en latin les textes des grands mathématiciens de l'antiquité et il est nommé professeur au Collège royal, où il est titulaire de la chaire de grec de 1706 à 1726. Il traduit Nicéphore Grégoras et Pierre Pithou, ainsi qu'Aristophane, Homère et Sophocle, et écrit lui-même des poésies grecques. Il est élu membre de l'Académie royale des inscriptions et belles-lettres en 1705, et de l'Académie française en 1721.

## Ouvrages
- Veterum mathematicorum Athenaei, Apollodori, Philonis, Bitonis, Heronis et allorum opera graece et latine (1693)
- Nicephori Gregorae Byzantina historia, graece et latine (histoire byzantine de Nicéphore Grégoras, 1702)
- Petri Pithoei vita, elogia, opera, bibliotheca (vie et œuvres de Pierre Pithou, 1711)
- Apologie d'Homère, et Bouclier d'Achille (1715). Réédition : Slatkine, Genève, 1970.
- Batrachomyomachie d'Homère, ou Combat des rats et des grenouilles en vers françois (1717)
- Œdipe, tragédie de Sophocle, et les Oiseaux, comédie d'Aristophane (1729)

## Pour approfondir